# Avie Tevanian
Avadis Tevanian, detto Avie (Ավետիս Թևանյանը; 1961), è un informatico statunitense di origine armena.
È stato il progettista capo dello sviluppo software in Apple Computer, ruolo oggi ricoperto da Craig Federighi. È anche membro del consiglio di amministrazione della società Green Hills Software.

## Biografia
Dopo aver conseguito il BSc in matematica all'University of Rochester, un master e un dottorato in scienza dell'informazione presso il Carnegie-Mellon University, Tevanian divenne una figura di spicco durante lo sviluppo del kernel Mach alla Carnegie-Mellon University. Successivamente lavorò per la NeXT Computer e poi per Apple, dove fu una delle figure primarie nello sviluppo del macOS fino al marzo 2006, quando lasciò Apple per realizzare dei progetti personali.